# 簡欽文
簡欽文（1589年—？），字其敬，號劬思，江西臨江府新喻縣人，明朝政治人物。

## 生平
万历四十三年（1615年）乙卯科江西乡试第六十五名举人，天启二年（1622年）中式壬戌科会试第三百五十六名，三甲第二十五名进士。礼部观政，授泉州府推官，為官清正，四年（1624年）任福建乡试同考官，六年（1626年）升礼部主事，七年（1627年）升吏部验封司主事，调文选司，升考功司员外郎，崇祯元年（1628年）调文选司，升稽勳司郎中，给假，调文选司，未任而卒。

## 家族
曾祖簡宗蔓；祖父簡一清；父簡汝□。